# Grote Prijs Stad Zottegem
Il Grote Prijs Stad Zottegem (it. Gran Premio Città di Zottegem, ufficialmente Egmont Cycling Race per motivi di sponsorizzazione) è una corsa in linea maschile di ciclismo su strada, che si disputa a Zottegem in Belgio, ogni anno in agosto. Dal 2005 è inserito nel calendario dell'UCI Europe Tour, come evento di classe 1.1.

## Albo d'oro
Aggiornato all'edizione 2023.
| Anno | Vincitore                             | Secondo                               | Terzo                                 |
| ---- | ------------------------------------- | ------------------------------------- | ------------------------------------- |
| 1934 | André Verlinden                       | Frans Bonduel                         | Jérome France                         |
| 1935 | Michel Buyck                          | Jozef Loopmans                        | Léopold Roosemont                     |
| 1936 | Petrus Van Theemsche                  | André Defoort                         | Jan-Jozef Horemans                    |
| 1937 | Sylvain Grysolle                      | Albert Beirnaert                      | Gaston Denys                          |
| 1938 | Lode Janssens                         | Louis Hardiquest                      | Adolf Braeckeveldt                    |
| 1939 | Marcel Kint                           | Joseph Moerenhout                     | Georges Christiaens                   |
| 1940 | non disputato                         |                                       |                                       |
| 1941 | Georges Claes                         | Sylvain Grysolle                      | Briek Schotte                         |
| 1942 | Albert Ritserveldt                    | Emiel Faignaert                       | Sylvain Grysolle                      |
| 1943 | Prosper Depredomme                    | Robert Van Eenaeme                    | Jan Van Steen                         |
| 1944 | non disputato                         |                                       |                                       |
| 1945 | Karel De Baere                        | Roger Gyselinck                       | Kamiel Beeckman                       |
| 1946 | Michel Van Elsué                      | Georges D'Haese                       | Omer Thys                             |
| 1947 | Michel Remue                          | Jozef Van Der Helst                   | Marcel Boumon                         |
| 1948 | Emile Van Der Veken                   | Jean Lesage                           | Pino Cerami                           |
| 1949 | Maurice Blomme                        | Jan Storms                            | Odiel Van Den Meerschaut              |
| 1950 | Maurice Blomme                        | Albert Wauters                        | Albert Van Herzele                    |
| 1951 | Maurice Blomme                        | Edward Van Dijck                      | Henri Van Kerckhove                   |
| 1952 | Leopold Schaeken                      | Frans De Prycker                      | Pino Cerami                           |
| 1953 | Léon De Lathouwer                     | Désiré Keteleer                       | Pino Cerami                           |
| 1954 | Gilbert Desmet                        | Karel De Baere                        | Gilbert Van de Wiele                  |
| 1955 | André Auquier                         | Léon De Lathouwer                     | Pino Cerami                           |
| 1956 | Lucien Mathys                         | Maurice Meuleman                      | Jean Bellemans                        |
| 1957 | Willy Schroeders                      | Léon De Lathouwer                     | Gentiel Saelens                       |
| 1958 | Roger Baens                           | Julien Pascal                         | Daniel Denys                          |
| 1959 | Arthur Decabooter                     | René Vanderveken                      | Gerrit Voorting                       |
| 1960 | Jozef Schils                          | Clément Roman                         | Herman Cornelis                       |
| 1961 | Frans Schoubben                       | Henri De Wolf                         | Henri Van Den Bossche                 |
| 1962 | Jozef Schils                          | Willy Bocklant                        | Francesco Miele                       |
| 1963 | Jean-Baptiste Claes                   | Hugo Hellemans                        | Arnould Flecy                         |
| 1964 | Clément Roman                         | Eric De Roose                         | Emile Moentjens                       |
| 1965 | Frans Aerenhouts                      | Léon Lenaers                          | Roger Seghers                         |
| 1966 | Jo de Roo                             | Roger Baguet                          | Roger Cooreman                        |
| 1967 | Roland Van de Ryse                    | Jacques Guiot                         | Gustaaf Desmet                        |
| 1968 | Frans Melckenbeeck                    | Leopold Van den Neste                 | Theo Mertens                          |
| 1969 | Willy Van den Eynde                   | Roland Callewaert                     | Jacques Zwaenepoel                    |
| 1970 | Fernand Hermie                        | Jacques Zwaenepoel                    | Willy Van Neste                       |
| 1971 | Albert Van Vlierberghe                | Edward Janssens                       | Guido Reybrouck                       |
| 1972 | Herman Van Springel                   | Noël Vantyghem                        | Dirk Baert                            |
| 1973 | Maurice Dury                          | Phil Bayton                           | José De Cauwer                        |
| 1974 | André Dierickx                        | Jean-Pierre Berckmans                 | Eddy Verstraeten                      |
| 1975 | Jan Raas                              | Marcel Laurens                        | Willy Van Neste                       |
| 1976 | Willem Peeters                        | Eddy Merckx                           | Willy Scheers                         |
| 1977 | Herman Vrijders                       | André Delcroix                        | Ronny Bossant                         |
| 1978 | Daniel Willems                        | Walter Godefroot                      | Rudy Colman                           |
| 1979 | Pol Verschuere                        | Eric Van de Wiele                     | Herman Van Springel                   |
| 1980 | Etienne Van der Helst                 | Ludo Peeters                          | Guido Van Sweevelt                    |
| 1981 | Géry Verlinden                        | Dirk Heirweg                          | Mario Mariotti                        |
| 1982 | Rudy Colman                           | Eddy Vanhaerens                       | Eric Van de Wiele                     |
| 1983 | Mario Mariotti                        | Ludo De Keulenaer                     | Jacques Hanegraaf                     |
| 1984 | Luc Colijn                            | Alain De Roo                          | Ferdi Van den Haute                   |
| 1985 | Raoul Bruyndonckx                     | Dirk De Wolf                          | Philippe Deleye                       |
| 1986 | Patrick Cocquyt                       | Dirk Durant                           | Filip Van Vooren                      |
| 1987 | Nico Verhoeven                        | Michel Vermote                        | Luc Roosen                            |
| 1988 | Chris Scharmin                        | Frans Maassen                         | Carlo Bomans                          |
| 1989 | Gino Van Hooydonck                    | Johnny Dauwe                          | Marc Sprangers                        |
| 1990 | Marco van der Hulst                   | Sammie Moreels                        | Chris Scharmin                        |
| 1991 | Peter De Clercq                       | Corneille Daems                       | Frans Maassen                         |
| 1992 | Marc Dierickx                         | Rik Van Slycke                        | Hendrik Redant                        |
| 1993 | Pierre Herinne                        | Peter Naessens                        | Scott Sunderland                      |
| 1994 | Marc Wauters                          | Wim Omloop                            | Danny Nelissen                        |
| 1995 | Hendrik Redant                        | Niko Eeckhout                         | Raymond Meijs                         |
| 1996 | Chris Peers                           | Peter Van Petegem                     | Peter Naessens                        |
| 1997 | Frank Høj                             | Dany Baeyens                          | Jo Planckaert                         |
| 1998 | Paul Van Hyfte                        | Chris Peers                           | Bart Heirewegh                        |
| 1999 | Étienne De Wilde                      | Gert Vanderaerden                     | Wilfried Peeters                      |
| 2000 | Michel Vanhaecke                      | Dave Bruylandts                       | Serge Baguet                          |
| 2001 | Jo Planckaert                         | Jans Koerts                           | Aart Vierhouten                       |
| 2002 | Matthé Pronk                          | Janek Tombak                          | Gordon McCauley                       |
| 2003 | Geert Omloop                          | Karsten Kroon                         | Wim Vansevenant                       |
| 2004 | David Kopp                            | Kevin Van Impe                        | Björn Leukemans                       |
| 2005 | Thomas Dekker                         | Enrico Degano                         | Kenny van Hummel                      |
| 2006 | René Obst                             | Gorik Gardeyn                         | Ivajlo Gabrovski                      |
| 2007 | Jonas Aaen Jørgensen                  | Matthias Friedemann                   | Nick Ingels                           |
| 2008 | Roy Sentjens                          | Preben Van Hecke                      | Fabio Polazzi                         |
| 2009 | Niko Eeckhout                         | Martin Pedersen                       | Cyril Lemoine                         |
| 2010 | Stefan van Dijk                       | Jempy Drucker                         | Jonas Vangenechten                    |
| 2011 | Svein Tuft                            | Willem Wauters                        | Adam Blythe                           |
| 2012 | Matthias Brändle                      | Jean-Pierre Drucker                   | Wouter Wippert                        |
| 2013 | Blaž Jarc                             | Boris Dron                            | Wouter Mol                            |
| 2014 | Edward Theuns                         | Tim De Troyer                         | Zico Waeytens                         |
| 2015 | Kenny Dehaes                          | Antoine Demoitié                      | Oliver Naesen                         |
| 2016 | Tim Merlier                           | Timothy Dupont                        | Marcel Sieberg                        |
| 2017 | Jasper De Buyst                       | Joeri Stallaert                       | Kenny Dehaes                          |
| 2018 | Jérôme Baugnies                       | Aimé De Gendt                         | Lasse Norman Hansen                   |
| 2019 | Piotr Havik                           | André Greipel                         | Christophe Noppe                      |
| 2020 | annullata per la Pandemia di COVID-19 | annullata per la Pandemia di COVID-19 | annullata per la Pandemia di COVID-19 |
| 2021 | Danny van Poppel                      | Niccolò Bonifazio                     | Luca Mozzato                          |
| 2022 | Arnaud De Lie                         | Arnaud Démare                         | Jasper De Buyst                       |
| 2023 | Jasper De Buyst                       | Alexander Kristoff                    | Lionel Taminiaux                      |
| 2024 | annullata                             | annullata                             | annullata                             |